# Hello in There
"Hello in There" is de door Bette Midler in 1972 uitgebrachte cover-versie van een in 1971 door John Prine geschreven nummer. De door Prine voor piano en/of gitaar geschreven en gecomponeerde song werd voor het eerst door hemzelf in 1971 uitgebracht.
Op Midler's debuutalbum The Divine Miss M verscheen het als zevende track (het tweede nummer op de B-kant). Deze uitvoering van Hello in There op dit album is niet op single uitgebracht.
Volgens Midler gaat het – zoals zij zelf vertelt tijdens een aankondiging van het lied – over survival (in de betekenis van "zich staande houden"). Dit wordt in de tekst van het lied geïllustreerd door de vereenzaming van een oud echtpaar – verteld vanuit het perspectief van de vrouw – wier kinderen uit hun leven zijn verdwenen: twee van hun kinderen zijn verhuisd naar een andere staat, en ook ze hebben een zoon verloren in de Koreaanse Oorlog. Gaandeweg verloor het echtpaar contacten en aanspraak, en raakten de man en de vrouw verder vereenzaamd en in zichzelf gekeerd. De tekst eindigt met een oproep om oude mensen niet te negeren maar te groeten met "Hello in there" (in het Nederlands letterlijk vertaald: "Hallo daarbinnen").
Hoewel dit nummer niet als single is uitgebracht, geniet het wereldwijd toch grote bekendheid en populariteit onder de fans van Midler, en maakt daardoor al lange tijd deel uit van haar vaste repertoire.